# Тургай (село)
Турга́й (каз. Торғай) — село у складі Єрейментауського району Акмолинської області Казахстану. Адміністративний центр Тургайського сільського округу.
Населення — 1058 осіб (2021; 1224 у 2009, 1551 у 1999, 2060 у 1989).
Національний склад станом на 1989 рік:
- казахи — 51 %;
- росіяни — 25 %.